# 河东街道 (石家庄市)
河东街道，是中华人民共和国河北省石家庄市长安区下辖的一个乡镇级行政单位。

## 行政区划
河东街道下辖以下地区：
河纺街社区、建华第一社区、建华第三社区、建华第二社区、翟营大街社区、建华第四社区、谈固小区第一社区、谈固小区第二社区、建明南路社区和煤机街社区。